# Axel Steier
Axel Steier (ur. 10 sierpnia 1975 w Neuruppin) – niemiecki aktywista, z wykształcenia socjolog.
Był jednym z inicjatorów konwoju Drezno-Bałkany, który dostarczał dóbr materialnych migrantom na trasie bałkańskiej podczas kryzysu migracyjnego w 2014 roku. Rozwinięciem tej inicjatywy jest Mission Lifeline, polegające na asekuracji migrantów na Morzu Śródziemnym podczas ich prób dostania się do Europy. 
W czerwcu 2017 r. wyszło na jaw, że policja federalna rozpoczęła na polecenie prokuratury w Dreźnie dochodzenie przeciwko Axelowi Steierowi w sprawie zarzucanej mu „próby przemytu cudzoziemców”. Ostatecznie śledztwo zostało umorzone przez prokuratora przed wyznaczonym terminem rozprawy.
W styczniu 2023 r. Steier napisał na Twitterze: „Nie, w pewnym momencie nie będzie już białego chleba [tj. obywateli Niemiec o białej skórze], ponieważ za 50–100 lat ich potomkowie (najwyraźniej inaczej niż ty) wybiorą partnera, który nie jest biały. Postępuje dehomogenizacja społeczeństwa. Popieram to moją pracą.”.
Były szef kontrwywiadu RFN, Hans-Georg Maaßen, oskarżył go wtedy o rasizm wobec białych, a polityk CDU, Detlef Seif, nazwał wypowiedzi Steiera dowodem, „że nie akceptuje on porządku konstytucyjnego naszego kraju. Ponadto jego wypowiedzi są głęboko rasistowskie, ponieważ poniża białych ludzi i nazywa ich w obraźliwy sposób „białym chlebem”.”.